# Ganangooru, Shrirangapattana
Ganangooru là một làng thuộc tehsil Shrirangapattana, huyện Mandya, bang Karnataka, Ấn Độ.